# 科内利斯·约翰内斯·范豪滕
科内利斯·约翰内斯·范豪滕（荷蘭語：Cornelis Johannes van Houten，1920年2月18日—2002年8月24日）是一位荷蘭天文學家，有時候也被稱為凯斯·范豪滕（Kees van Houten） 。

## 經歷
范豪滕生於荷蘭海牙。他畢生都在萊頓大學任職，除了1954到1956年間曾在美國耶基斯天文台擔任研究助理。他在1940年獲得學士學位，但因為第二次世界大戰的關係，他直到1961年才以星系表面測光論文獲得博士學位。
范豪滕和與他合作的女性天文學家英格麗·格勒內費爾德，即英格丽德·范豪滕-赫鲁内费尔德結婚，並且兩人的研究都是小行星。兩人育有一子卡雷爾（Karel）。
范豪滕和他的妻子，以及天文學家湯姆·赫雷爾斯這三人的組合總共發現了四千餘顆小行星。赫雷爾斯在帕洛马山天文台以口徑1.22公尺的施密特望远镜進行巡天，並且將照相乾板送往莱顿天文台讓英格麗和她的丈夫分析影像以發現新的小行星。
從相關的統計中則發現了小行星可歸類入數個「小行星族」。
范豪滕同時也對密近聯星的徑向速度有研究。他從未退休，並且直到去世都持續進行研究和發表小行星和食聯星相關論文。

## 外部連結
- Obituary （页面存档备份，存于） （荷兰文）